# Medaglia di guerra (Austria)
La medaglia di guerra fu una medaglia di benemerenza dell'Impero austriaco.

## Storia
La medaglia di guerra austriaca venne creata il 2 dicembre 1873 dall'imperatore Francesco Giuseppe d'Austria e poteva essere conferita a tutto il personale militare di terra e di mare, anche in pensione. I maggiori conferimenti, ad ogni modo, avvennero sulle truppe di terra, alle quali venne concessa per tutti coloro che avessero partecipato alle campagne degli anni 1848, 1849, 1859, 1864, 1866, 1869, 1878, 1882, oltre a quanti avessero partecipato alla rivolta cinese dei boxer tra il 1900 ed il 1901.

## Insegne
La medaglia consisteva in un disco circolare di bronzo realizzato con i cannoni strappati al nemico e mostrava, sul diritto, il volto del monarca voltato a destra accompagnato dalla scritta FRANZ JOSEPH I. KAISER V. ÖSTERREICH, KÖNIG V. BÖHMEN ETC. APOST. KÖNIG V. UNGARN. Sul retro, all'interno di una corona d'alloro e di quercia, si trovava la data 2. DECEMBER 1873.
Il nastro della medaglia era giallo e nero.
Questa medaglia non venne concessa durante la prima guerra mondiale.